# Pallavolo Scandicci Savino Del Bene
Pallavolo Scandicci es un club italiano de voleibol femenino profesional con sede en Scandicci que juega en la Serie A1, conocido también por su nombre patrocinado Savino del Bene Scandicci.

## Nombres anteriores
Debido al patrocinio, el club ha competido bajo los siguientes nombres:
- Pallavolo Scandicci (Pasado)
- Savino Del Bene Scandicci (2012-presente)

## Historia
El club fue fundado en 2012, cuando la empresa Savino Del Bene, que invertía en el voleibol femenino desde 2009, se unió al primer equipo femenino de Unione Pallavolo Scandicci. El club comenzó en la Serie B1 en la temporada 2012-13, alcanzando el ascenso a la Serie A2 al final de la temporada. Después de una temporada en la Serie A2, el club alcanzó la máxima liga italiana, la Serie A1, en 2014.
En las temporadas 2017/18 y 2018/19 de la Serie A1 italiana, el equipo obtuvo su mejor resultado después de ascender a la Serie A1, al terminar en el tercer lugar. En la temporada 2022/23 finalizó en segundo lugar en la temporada regular, solo superado por el Imoco Volley Conegliano, pero cayó en semifinales de los play-offs ante el Vero Volley Milano en el tie-break del tercer partido. La actuación en la temporada le sirvió igualmente para clasificar a la siguiente Liga de Campeones de Europa.
En 2022, el club ganó la Copa Challenge CEV 2021-22 tras derrotar al CV Tenerife La Laguna en una final a dos partidos en donde se impuso por 3-0 como local en el partido de ida. En el partido de vuelta necesitaba ganar al menos dos sets para consagrarse campeón y lo logró tras vencer nuevamente por 3-0 al equipo español. La opuesta Ekaterina Antropova fue elegida como la jugadora más valiosa de la final, tras anotar 11 puntos (8 por ataque).
En la temporada 2022/23 ganó la Copa CEV tras derrotar en los partidos de ida y vuelta al equipo rumano CSM Volei Alba Blaj. El partido de vuelta, disputado ante 3250 espectadores, fue completamente dominado por el Scandicci, cerrando la serie en solo 66 minutos. Esta final contó nuevamente con una actuación destacada de Ekaterina Antropova, quien fue la máxima anotadora del encuentro tras marcar 20 puntos (15 de ataque, 4 de saque y un bloqueo) y repitió el trofeo de jugadora más valiosa.
En mayo de 2023 el equipo anunció la formación de una segunda escuadra para disputar la serie B2, de forma de poder darle competencia a sus equipos formativos.

## Palmarés

### Competencias internacionales
- Copa CEV : 1

2023
- Copa Challenge CEV : 1

2022

## Récord europeo
El 12 de abril de 2023, en el partido como local de la final de la Copa CEV 2023, el Savino Del Bene Scandicci logró el récord de la mejor puntuación en una final de la Copa CEV (femenina) desde que se adoptó el sistema de rally point, con solo 41 puntos perdidos, al derrotar al CSM Volei Alba Blaj por 3-0 (25-18, 25-12, 25-11). Este es también el récord de la mejor puntuación en todas las finales de copa de Europa.